# Strabomantis bufoniformis
Strabomantis bufoniformis es una especie de anfibio anuro de la familia Craugastoridae.

## Distribución geográfica
Esta especie habita entre los 100 y 1600 m de altitud:
- en Costa Rica, en el extremo sureste de la provincia de Limón;
- en Panamá;
- en Colombia, en los departamentos de Chocó y Valle del Cauca y en la isla Gorgona en Cauca, en la llanura y en el lado pacífico de la Cordillera Occidental.[4]

## Descripción
El holotipo mide 70 mm.

## Publicación original
- Boulenger, 1896 : Descriptions of new reptiles and batrachians from Colombia. Annals and Magazine of Natural History, sér. 6, vol. 17, p. 16-21[5]

## Galería de imágenes

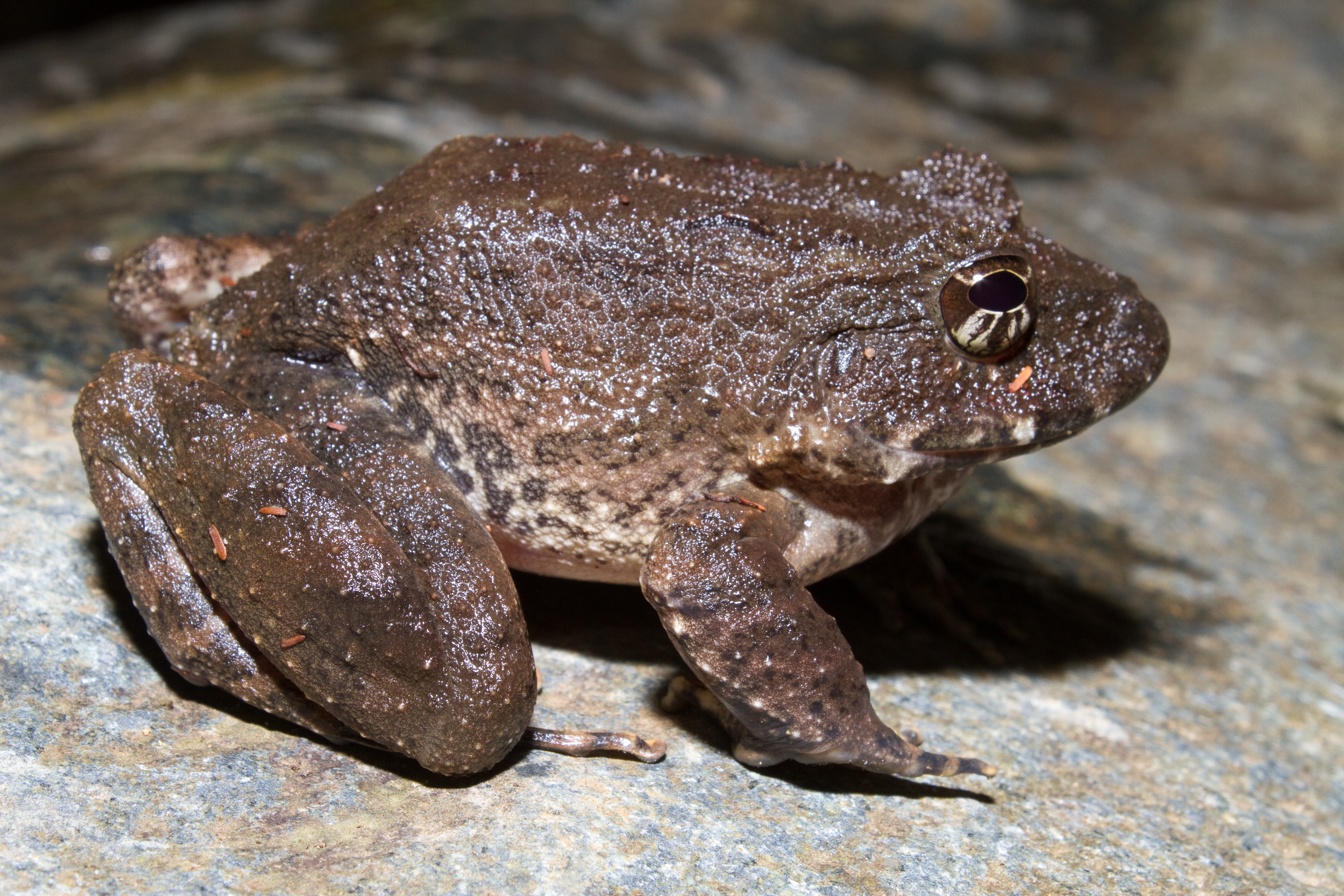
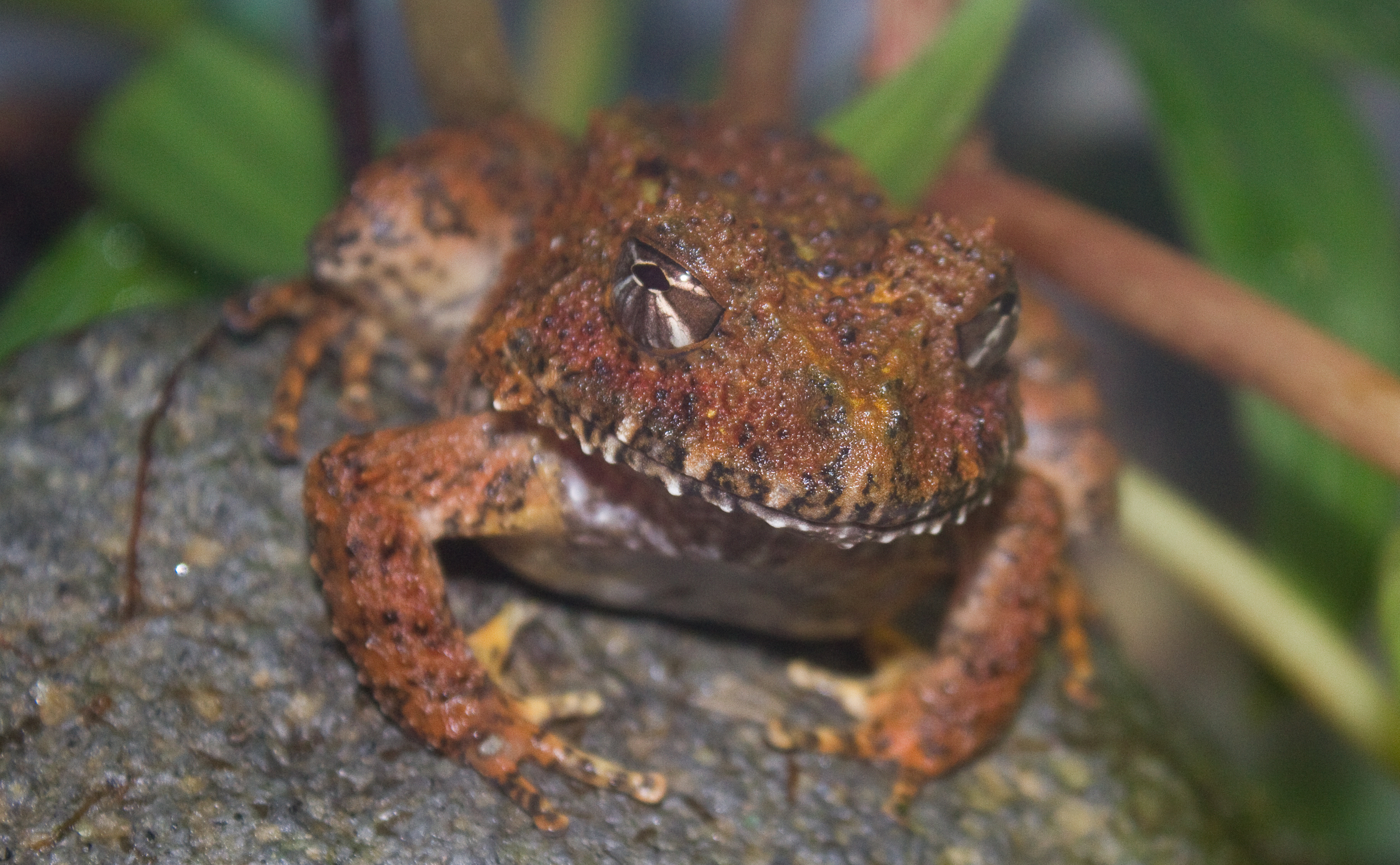
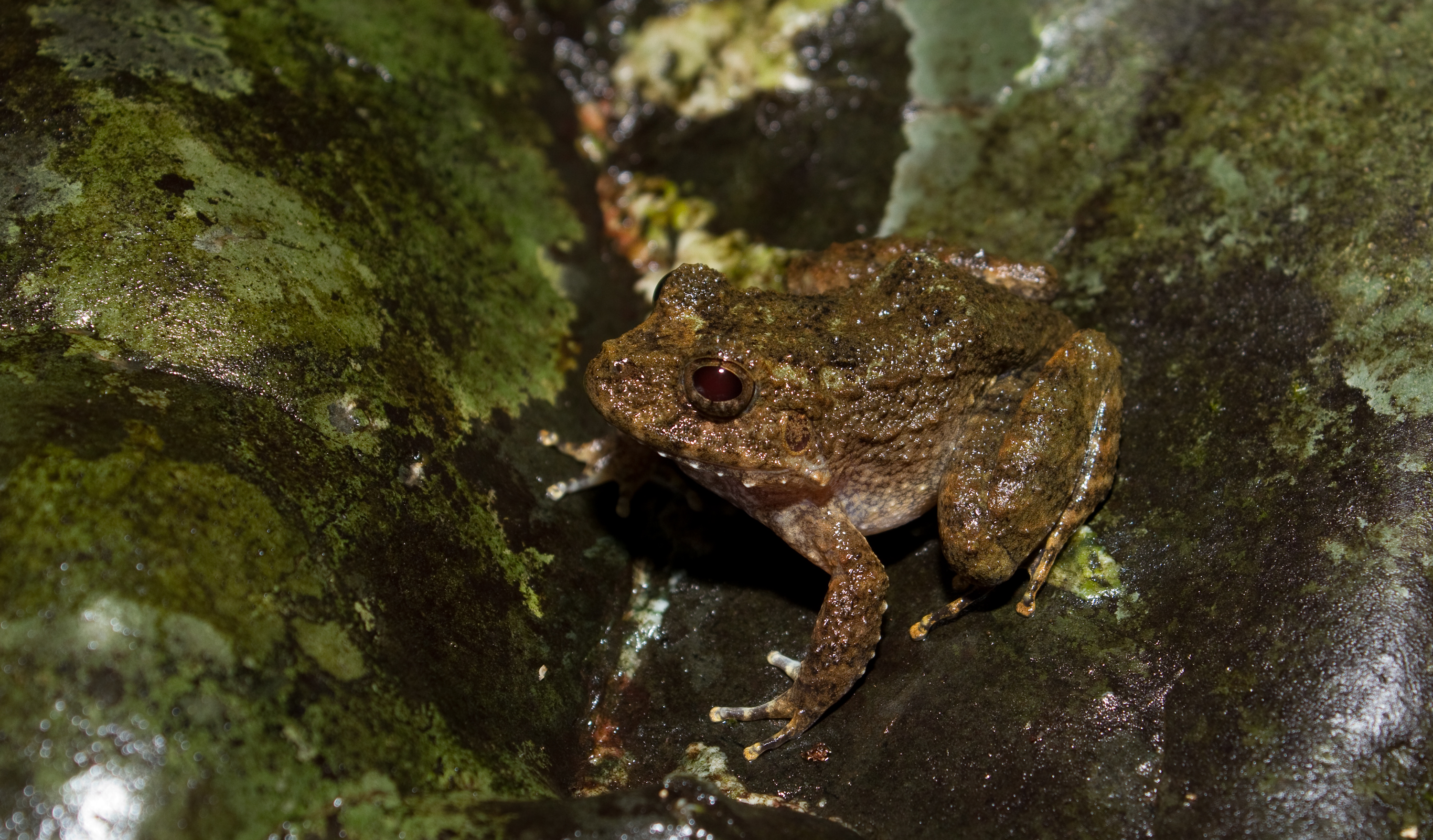